# Jane Remover
Jane Remover (ранее известна как dltzk и другие псевдонимы) — американский музыкальный продюсер. Наиболее известна своим дебютным альбомом 2021 года Frailty, а также своим новаторством в микрожанре «dariacore» под псевдонимом Leroy на SoundCloud .

## Биография
Джейн выросла со своими родителями и сестрой-близнецом на севере Нью-Джерси. Она училась в Колледже Нью-Джерси один семестр, прежде чем уйти, чтобы заниматься музыкой на постоянной основе. Она является транс-женщиной.

## Карьера
Интерес Джейн к продюсированию музыки зародился ещё в 2011 году, когда её вдохновили продюсеры дабстепа, такие как Skrillex, Kill The Noise и Virtual Riot. Позже, в середине 2010-х она продолжила создавать различные стили EDM, ссылаясь на Портера Робинсона как на того кто оказал на самое большое влияние на её музыку Что касается электронной музыки, то примерно в 2018 году музыка Джейн стала больше ориентированной на трэп; она ссылалась на таких исполнителей, как Trippie Redd, Earl Sweatshirt и Tyler, the Creator, как на источники вдохновения. Затем аутсорс продюсирование стало важной частью ранней карьеры Джейн, поскольку она была членом нескольких коллективов SoundCloud, таких как PlanetZero и gravem1nd. Их производство постепенно стало более ориентированным на digicore..
В начале 2020 года Джейн начала самостоятельно продюсировать и выпускать собственные произведения на SoundCloud. Один из первых сольных релизов Джейн, «what's my age again?», стал популярным после того, как им поделились в Твиттере. Их первый проект EP "Teen Week", вышел 26 Февраля 2021 года, под псевдонимом dltzk. Трек «Homeswitcher» достиг 100 000 прослушиваний на SoundCloud в течение первых двух недель после его выхода.
После выпуска еще нескольких синглов Джейн начала подогревать интерес к выходу своего первого полноформатного альбома Frailty и в июне 2021 года выпустила синглы которые вошли в финальный треклист альбома. После выпуска треков «How to Lie», «Pretender» и «Search Party», Frailty был выпущен на лейбле deadAir 12 ноября 2021 года. Альбом был высоко оценен такими изданиями, как Pitchfork, которое поместило альбом на 47-е место в своем списке лучших альбомов 2021 года. Так же, 11 марта 2022 года на платформе Twitch, Джейн показала и разобрала структуру проекта Frailty.
27 июня 2022 года, Джейн объявила об отказе от псевдонима dltzk и представила имя Джейн Ремувер. В тот же день она выпустили сингл «Royal Blue Walls». В заявлении Джейн сказала, что «сценический псевдоним dltzk никогда не подходил [им]» и что он «напоминает [им] о периоде [их] жизни, который [они] хотели бы оставить в прошлом». Она также объявила, что EP Teen Week будет сокращен, поскольку ей не нравился проект в том виде, в котором он был первоначально выпущен. Это изменение вступило в силу 10 октября 2022 года, и из проекта были удалены четыре песни.
Второй сингл Джейн, выпущенный под псевдонимом Jane Remover - "Contingency Song", был выпущен 16 ноября 2022 года. Она была на разогреве тура Brakence Hypochondriac с 26 ноября по 22 декабря 2022 года.

### Leroy
Джейн выпускала музыку под разными псевдонимами на протяжении всей своей карьеры. Наиболее заметным из этих псевдонимов является leroy (используется взаимозаменяемо с c0ncernn), под которым она создавала EDM мэшапы с большим количеством семплов. В этих релизах использовался широкий спектр звуков, включая поп-песни 2010-х, вирусные видео и даже собственную музыку Джейн. Обложка для каждой песни, выпущенной под псевдонимом leroy, представляла собой скриншоты из телесериала Daria, что привело к использованию термина «dariacore» для описания уникального производственного стиля, который Джейн использовала для этих релизов. С декабря 2020 по август 2023 под псевдонимом Leroy было выпущено четыре альбома-сборника, включая диджейский микс под названием «Leroy & Dltzk Memorial Service». С тех пор серия альбомов "Dariacore" вдохновила многих артистов принять аналогичный стиль, и выпускать короткие EDM треки на основе семплов, из популярных сериалов, фильмов, треков.

## Дискография

### Студийные альбомы
Под псевдонимом Jane Remover
| Название          | Детали альбома                                                                                 |
| ----------------- | ---------------------------------------------------------------------------------------------- |
| Census Designated | - Релиз: 20 октября 2023 г. - Лейбл: deadAir - Форматы: цифровая загрузка, потоковая передача. |
| Revengeseekerz    | - Релиз: 4 апреля 2025 г. - Лейбл: deadAir - Форматы: цифровая загрузка, потоковая передача.   |

Под псевдонимом Leroy
| Название                                                 | Детали альбома                                                                                                |
| -------------------------------------------------------- | --- |
| Dariacore                                                | - Релиз: 13 мая 2021 г. - Лейбл: самостоятельный выпуск - Форматы: цифровая загрузка, потоковая передача.     |
| Dariacore 2: Enter Here, Hell to the Left                | - Релиз: 7 сентября 2021 г. - Лейбл: самостоятельный выпуск - Форматы: цифровая загрузка, потоковая передача. |
| Dariacore 3... At least I think that’s what it’s called? | - Релиз: 23 мая 2022 г. - Лейбл: самостоятельный выпуск - Форматы: цифровая загрузка, потоковая передача.     |
| Grave Robbing                                            | - Релиз: 21 июля 2023 г. - Лейбл: самостоятельный выпуск - Форматы: цифровая загрузка, потоковая передача.    |

Под псевдонимом Dltzk
| Название  | Детали EP |
| --------- | --- |
| Teen Week | - Релиз: 26 февраля 2021 г. - Лейбл: самостоятельный выпуск - Форматы: цифровая загрузка, потоковая передача. |
| Frailty   | - Релиз: 12 ноября 2021 г. - Лейбл: deadAir - Форматы: цифровая загрузка, кассета, потоковая передача.        |

Под псевдонимом High Zoey
| Название                       | Детали EP                                                                                      |
| ------------------------------ | ---------------------------------------------------------------------------------------------- |
| No Words, Just a Picture of Me | - Релиз: 17 Июля 2020 г. - Лейбл: PlanetZero - Форматы: цифровая загрузка, потоковая передача. |

Под псевдонимом Venturing
| Название          | Детали EP/Альбома                                                                                            |
| ----------------- | --- |
| It Comes and Goes | - Релиз: 23 Апреля 2023 г. - Лейбл: самостоятельный выпуск - Форматы: цифровая загрузка, потоковая передача. |
| Arizona           | - Релиз: 19 мая 2023 г. - Лейбл: самостоятельный выпуск - Форматы: цифровая загрузка, потоковая передача.    |
| Ghostholding      | - Релиз: 14 февраля 2025г. - Лейбл: deadAir - Форматы: цифровая загрузка, потоковая передача.                |

Сеты
| Название                                             | Подробности                                                                                         |
| ---------------------------------------------------- | --------------------------------------------------------------------------------------------------- |
| "jane remover @ a graveem1nd halloween - 10/30/2020" | - Релиз: 10/30/2020 - Лейбл: самостоятельный выпуск - Формат: цифровая загрузка, потоковая передача |
| "jane remover @ vampalooza 2.5 - 12/31/2020"         | - Релиз: 12/31/2020 - Лейбл: самостоятельный выпуск - Формат: цифровая загрузка, потоковая передача |
| "jane remover @ angelus birthday bash - 01/25/2021"  | - Релиз: 01/25/2021 - Лейбл: самостоятельный выпуск - Формат: цифровая загрузка, потоковая передача |
| "jane remover @ ballpit - 02/20/2021"                | - Релиз: 02/20/2021 - Лейбл: самостоятельный выпуск - Формат: цифровая загрузка, потоковая передача |
| "jane remover @ vampalooza 3 - 04/02/2021"           | - Релиз: 04/02/2021 - Лейбл: самостоятельный выпуск - Формат: цифровая загрузка, потоковая передача |
| "jane remover B2B kmoe @ friend fest - 05/09/2021"   | - Релиз: 05/09/2021 - Лейбл: самостоятельный выпуск - Формат: цифровая загрузка, потоковая передача |
| "jane remover @ block party - 05/29/2021"            | - Релиз: 05/29/2021 - Лейбл: самостоятельный выпуск - Формат: цифровая загрузка, потоковая передача |
| "leroy @ summer solstice (06/22/21)"                 | - Релиз: 06/22/21 - Лейбл: самостоятельный выпуск - Формат: цифровая загрузка, потоковая передача   |
| "jane remover @ subcultureparty - 08/17/2021"        | - Релиз: 08/17/2021 - Лейбл: самостоятельный выпуск - Формат: цифровая загрузка, потоковая передача |
| "jane remover @ winter solstice - 12/22/21"          | - Релиз: 12/22/21 - Лейбл: самостоятельный выпуск - Формат: цифровая загрузка, потоковая передача   |
| "jane_remover_remixes.zip [NTS Radio]"               | - Релиз: 01/28/2022 - Лейбл: Для NTS Radio - Формат: цифровая загрузка, потоковая передача          |
| "jane remover @ rae's fight for freedom - 03/20/22"  | - Релиз: 03/20/22 - Лейбл: самостоятельный выпуск - Формат: цифровая загрузка, потоковая передача   |
| "jane_remover_remixes.zip [NTS Radio]"               | - Релиз: 3 марта 2023 г. - Лейбл: Для NTS Radio - Формат: цифровая загрузка, потоковая передача     |
| "jane_remover_abyssal_zone.zip [NTS Radio]"          | - Релиз: 31 марта 2023 г. - Лейбл: Для NTS Radio - Формат: цифровая загрузка, потоковая передача    |
| "jane_remover_time_capsule.zip [NTS Radio]"          | - Релиз: 26 мая 2023 г. - Лейбл: Для NTS Radio - Формат: цифровая загрузка, потоковая передача      |
| "jane_remover_darkworld.zip [NTS Radio]"             | - Релиз: 23 июня 2023 г. - Лейбл: Для NTS Radio - Формат: цифровая загрузка, потоковая передача     |
| "jane_remover_cryotherapy.exe [NTS Radio]"           | - Релиз: 19 августа 2023 г. - Лейбл: Для NTS Radio - Формат: цифровая загрузка, потоковая передача  |
| "jane_remover_abyssal_zone_B.zip [NTS Radio]"        | - Релиз: 15 сентября 2023 г. - Лейбл: Для NTS Radio - Формат: цифровая загрузка, потоковая передача |
| "Wait Watch This w/ Jane Remover 131023"             | - Релиз: 13 октября 2023 г. - Лейбл: Для NTS Radio - Формат: цифровая загрузка, потоковая передача  |

### Синглы
| Название                            | Год  | Альбом             | Подробности                                                                                                 |
| ----------------------------------- | ---- | ------------------ | --- |
| "me"                                | 2020 | Неальбомные синглы | - Релиз: 20 ноября 2020 г. - Лейбл: самостоятельный выпуск - Формат: цифровая загрузка, потоковая передача  |
| "woodside gardens 16 december 2012" | 2020 | Teen Week          | - Релиз: 18 декабря 2020 г. - Лейбл: PlanetZero - Формат: цифровая загрузка, потоковая передача             |
| "52 blue mondays"                   | 2021 | Teen Week          | - Релиз: 21 января 2021 г. - Лейбл: PlanetZero - Формат: цифровая загрузка, потоковая передача              |
| "it's a vicious cycle"              | 2021 | Неальбомные синглы | - Релиз: 14 мая 2021 г. - Лейбл: самостоятельный выпуск - Формат: цифровая загрузка, потоковая передача     |
| "how to lie"                        | 2021 | Frailty            | - Релиз: 23 июня 2021 г. - Лейбл: самостоятельный выпуск - Формат: цифровая загрузка, потоковая передача    |
| "pretender"                         | 2021 | Frailty            | - Релиз: 9 августа 2021 г. - Лейбл: самостоятельный выпуск - Формат: цифровая загрузка, потоковая передача  |
| "search party"                      | 2021 | Frailty            | - Релиз: 13 октября 2021 г. - Лейбл: самостоятельный выпуск - Формат: цифровая загрузка, потоковая передача |
| "Royal Blue Walls"                  | 2022 | Неальбомные синглы | - Релиз: 27 июня 2022 г. - Лейбл: deadAir - Формат: цифровая загрузка, потоковая передача                   |
| "Contingency Song"                  | 2022 | Неальбомные синглы | - Релиз: 16 ноября 2022 г. - Лейбл: deadAir - Формат: цифровая загрузка, потоковая передача                 |
| "Like a Kiss demo v4"               | 2022 | Неальбомные синглы | - Релиз: 29 декабря 2022 г. - Лейбл: deadAir - Формат: цифровая загрузка, потоковая передача                |
| "Lips"                              | 2023 | Census Designated  | - Релиз: 23 августа 2023 г. - Лейбл: deadAir - Формат: цифровая загрузка, потоковая передача                |
| "Census Designated"                 | 2023 | Census Designated  | - Релиз: 20 сентября 2023 г. - Лейбл: deadAir - Формат: цифровая загрузка, потоковая передача               |
| "JRJRJR"                            | 2025 | Revengeseekerz     | - Релиз: 1 января 2025 г. - Лейбл: deadAir - Формат: цифровая загрузка, потоковая передача                  |
| "Dancing with your eyes closed"     | 2025 | Revengeseekerz     | - Релиз: 26 февраля 2025 г. - Лейбл: deadAir - Формат: цифровая загрузка, потоковая передача                |
| "angels in camo"                    | 2025 | Revengeseekerz     | - Релиз: 4 апреля 2025 г. - Лейбл: deadAir - Формат: цифровая загрузка, потоковая передача                  |
| "The 1"                             | 2025 | Неальбомные синглы | - Релиз: 17 апреля 2025 г. - Лейбл: deadAir - Формат: цифровая загрузка, потоковая передача                 |

### Больше информации
- https://pitchfork.com/news/jane-remover-shares-two-new-songs-listen/
- https://www.thefader.com/2022/11/17/song-you-need-jane-remover-contingency-song
- https://www.stereogum.com/2191489/jane-remover-royal-blue-walls-cage-girl/music/
- https://www.insider.com/dltzk-frailty-hyperpop-dariacore-digicore-soundcloud-rap-internet-musician-osquinn-2021-11
- https://www.thefader.com/2022/05/23/leroy-dariacore-3
- https://www.stereogum.com/2187594/leroy-dariacore-3%E2%80%8B-at-least-i-think-thats-what-its- называется/music/